# Tormenta tropical Bonnie (2004)

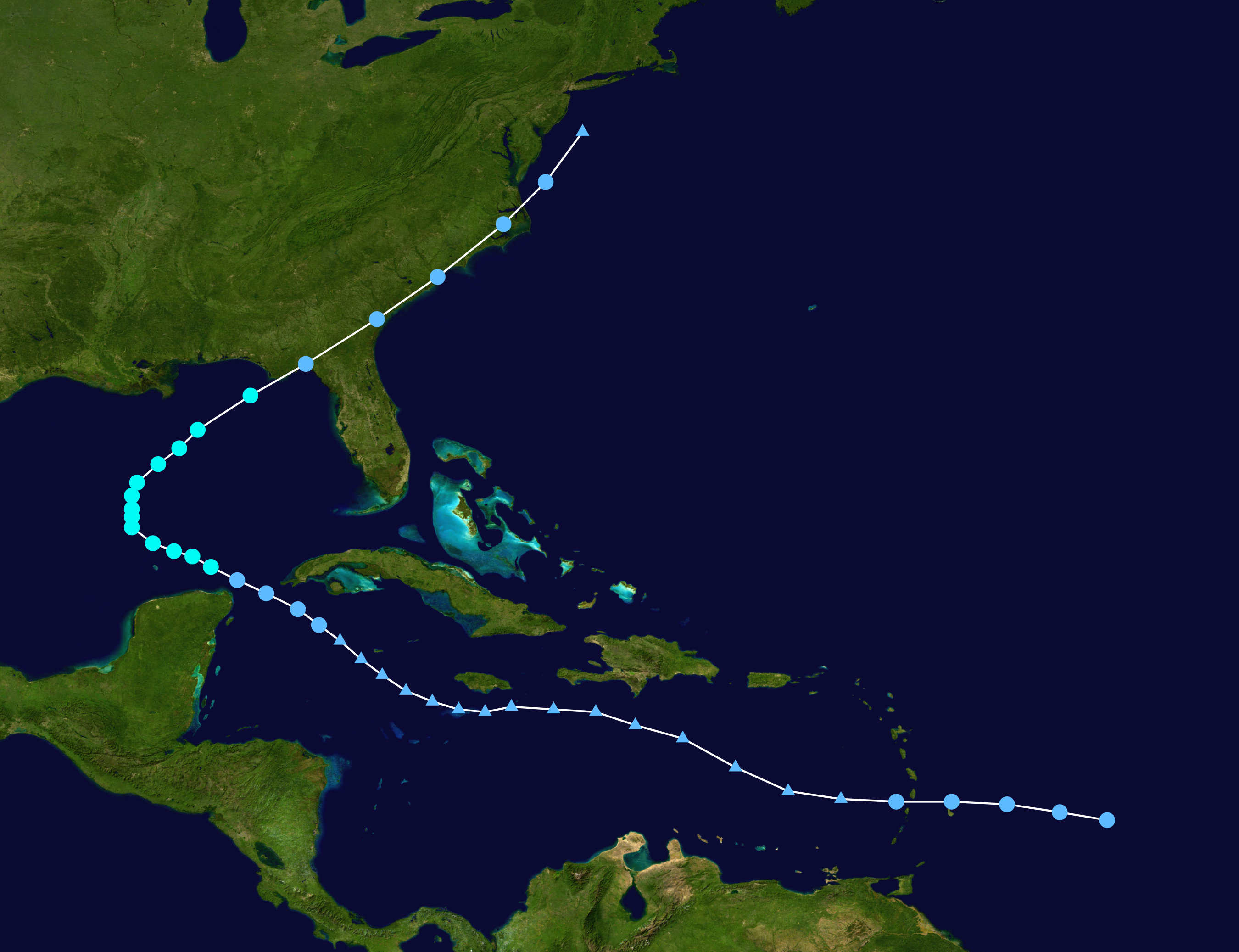
Trayectoria de la Tormenta tropical Bonnie (2004), perteneciente a la temporada de huracanes en el Atlántico de 2004, siguiendo los colores de la escala de huracanes de Saffir-Simpson.

La tormenta tropical Bonnie fue un pequeño ciclón tropical que tocó tierra en agosto de la temporada de huracanes del Atlántico de 2004. Bonnie, la segunda tormenta de la temporada, se desarrolló de una onda tropical el 2 de agosto al este de las Antillas Menores. 

## Características
Después de moverse a través de las islas, su rápido movimiento de traslado causó su disipación; sin embargo se regeneró en tormenta tropical cerca de la península de Yucatán. Bonnie alcanzó vientos máximos de 105 km/h sobre el golfo de México, giró hacia el norte para arremeter contra Florida con vientos de tormenta tropical de 70 km. La tormenta aceleró hacia el noreste y se convirtió en un ciclón extratropicales del este de Nueva Jersey.